# یواس‌اس واچاست (اس‌پی-۵۴۸)
یواس‌اس واچاست (اس‌پی-۵۴۸) (به انگلیسی: USS Wachusetts (SP-548)) یک کشتی بود که طول آن ۱۰۱ فوت ۰ اینچ (۳۰٫۷۸ متر) بود. این کشتی در سال ۱۹۱۶ ساخته شد.